# Émulsion eau gazole
Pour les articles homonymes, voir EEG.
Une émulsion eau gazole (parfois appelée EEG), est un carburant constitué d'une émulsion gazole-eau. Cette émulsion n'est pas stable naturellement ; on lui adjoint donc un émulsifiant.

## Principe
Il repose sur l'abaissement de la température dans la chambre de combustion par l'adjonction d'eau dans le carburant. L'eau et le gazole étant deux liquides non miscibles (l'eau est polaire alors que le gazole ne l'est pas), un émulsifiant est ajouté.
Il s'agit d'un exemple d'injection d'eau dans les moteurs.

## Aquazole
L'aquazole était un exemple d'émulsion eau-gazole inventé par Charles Miriel et commercialisé par Elf au cours des années 1990, à la formulation brevetée : une émulsion de gazole (85 %) et d'eau (13 %), stabilisée à l'aide d'additifs spécifiques, dont un émulsifiant organique (2 %).
Selon une étude de l'ADEME réalisée sur des bus, l'utilisation d'aquazole entraîne une baisse de puissance du moteur, ainsi qu'une augmentation d'environ 10 % de la consommation par rapport au gazole. Par exemple 
« depuis 1997, la RATP expérimente divers carburants : gazole, ... aquazole (mélange de 10 % d’eau dans 90 % de gazole)... ».